# Xã Washington, Quận Grant, Indiana
Xã Washington (tiếng Anh: Washington Township) là một xã thuộc quận Grant, tiểu bang Indiana, Hoa Kỳ. Năm 2010, dân số của xã này là 3.803 người.